# Aber Heidschi Bumbeidschi
Singles de Mireille Mathieu
Der Wein war aus Bordeaux
(1976) Kleine Schwalbe (für die Heimkehr ist es nie zu spät)
(1976)
Aber Heidschi Bumbeidschi est une chanson traditionnelle allemande de Bavière et de l'Autriche datant du XXe siècle. La chanteuse française Mireille Mathieu l'interpréta sur un album en allemand sorti en 1976 chez Ariola. La chanson est extraite de l'album Und wieder wird es Weihnachtszeit contenant 12 chants de Noël en allemand.